# New-York Tribune
«Нью-Йорк трибюн» (анг. «New-York Tribune» переводится как «Нью-йоркская трибуна») — американская ежедневная газета, впервые издававшаяся журналистом и политиком Хорасом Грили с 1841 года. В 1842—1866 называлась «New-York Daily Tribune». Определённый период времени занимала лидирующие позиции среди американских печатных СМИ. В 1924 году объединилась с «New York Herald», в результате чего был образован ежедневник «New York Herald Tribune». Последний издавался до 1967 года.
Хорис Грили основал газету, которая должна была радикально отличаться от большинства изданий того времени, когда в журналистике преобладало стремление к сенсационности. На страницах «Нью-Йорк трибюн» печатались такие мастера пера, как Чарльз Андерсон Дана, Джордж Вильям Кертис, Бейярд Тейлор, Маргарет Фуллер, Джордж Рипли, Генри Джарвис Реймонд; музыкальным корреспондентом одно время был отец американской оперы Уильям Генри Фрай. Новая газета, намного более серьёзная и выдержанная, чем все её конкуренты, быстро нашла обширную аудиторию в пуританских кругах. К 1860 году её суммарный тираж достиг 300 000 экземпляров — по тем временам большая цифра.
Грили приглашал лучших американских и зарубежных журналистов. Так, в период с 1851 по 1861 год лондонскими корреспондентами газеты состояли Карл Маркс и Фридрих Энгельс.
После того, как в 1854 году возникла Республиканская партия, «Нью-Йорк трибюн» стала её неофициальным органом (и выполняла эту роль ещё несколько десятилетий). Во время Гражданской войны в США поддерживала радикальную фракцию республиканцев.